# Tachigali denudata
Tachigali denudata là một loài thực vật có hoa trong họ Đậu. Loài này được (Vogel) Oliveira-Filho mô tả khoa học đầu tiên năm 2006.